# Lydia Piva
Lydia Piva, o Lidia (Rovigo, 20 giugno 1877 – Rovigo, 25 febbraio 1898), è stata una poetessa italiana.

## Biografia
Ultima figlia del generale Domenico Piva e di Carolina Cristofori, che era stata in rapporti epistolari e sentimentali con Giosuè Carducci, fu segnata dalla precoce perdita della madre. Appassionata di letteratura, compì studi classici  nel Liceo classico Celio, per poi frequentare la facoltà di lettere a Padova. Compose numerose poesie, di cui recentemente è stata curata l’edizione critica: in esse prevalgono i temi della solitudine e dell'inquietudine esistenziale, del rimpianto per la madre, dell'amore per la natura, dell’infanzia derelitta e del sentimento di giustizia sociale, sul modello delle liriche di Ada Negri. Lydia Piva fu una delle prime donne socialiste del Polesine, grazie al fratello Vittorio Piva e all’incontro con il direttore didattico Vittorio Gottardi, e fu determinante per la maturazione politica dell’amatissimo fratello Gino Piva. Morì appena ventunenne, lasciando due taccuini di poesie, da cui fu tratto un florilegio postumo.